# Manos dibujando
Manos dibujando es una litografía del artista holandés M. C. Escher impresa por primera vez en enero de 1948. Representa en la superficie granulada de un corcho clavada con cuatro chinchetas una hoja de papel, de la que de unas muñecas dibujadas en ella, cubiertas con puños de camisa, se elevan las dos manos tridimensionales, en el acto paradójico de hacerse realidad dibujándose una a la otra. Este es uno de los ejemplos más obvios del uso habitual de la paradoja de Escher.
En el libro Gödel, Escher, Bach, de Douglas Hofstadter, se lo describe como ejemplo de bucle extraño. Se utiliza en Structure and Interpretation of Computer Programs de Harold Abelson y Gerald Jay Sussman como una alegoría de las funciones de evaluación y aplicación de los intérpretes de lenguajes de programación informática, que se alimentan entre sí, es decir, se ayudan entre sí.
Manos dibujando ha sido referenciado y copiado muchas veces por artistas de diferentes maneras. En la cultura tecnológica, las manos de los robots se dibujan o construyen entre sí, o una mano humana y una mano de robot se dibujan entre sí.